# Bolko von Richthofen
Bolko von Richthofen (ur. 13 września 1899, zm. 18 marca 1983 w Seehausen am Staffelsee w Bawarii) – niemiecki archeolog, aktywista nazistowski i działacz Związku Wypędzonych.
Bolko von Richthofen urodził się we wsi Mierczyce (Mertschütz) na Dolnym Śląsku. Szkołę średnią ukończył w Legnicy. W czasie I wojny światowej był żołnierzem, następnie służył w paramilitarnych Schwarze Reichswehr i Selbstschutz w czasie powstań śląskich. Później podjął studia, m.in. na Uniwersytecie Wrocławskim, gdzie w 1924 obronił pracę doktorską. Następnie zajął się pracę naukową jako archeolog. Do 1929 r. pracował w różnych instytucjach archeologicznych we Wrocławiu i na Górnym Śląsku, a od 1929 w Hamburgu, gdzie w 1930 r. uzyskał habilitację. W 1933 r. został profesorem zwyczajnym. Później pracował także na uniwersytecie w Królewcu, a od 1942 w Lipsku.
Od 1933 roku był mocno zaangażowanym członkiem NSDAP i zdeklarowanym nazistą. Zaangażował się w działalność nazistowskiej, pseudonaukowej organizacji Ahnenerbe, uznanej po 1945 r. za organizację zbrodniczą. Zajmował się na zlecenie władz niemieckich rabunkiem mienia pożydowskiego (w zakresie dzieł sztuki) oraz niszczeniem księgozbiorów naukowych w ZSRR. Był aktywnym antysemitą, m.in. opublikował w 1943 r. antyżydowską publikację Judentum und bolschewistische «Kulturpolitik» oraz Bolschewistische Wissenschaft und Judentum. Publikował też artykuły o niższości Słowian. Brał udział w walkach II wojny światowej.
Po 1945 r. zamieszkał w Niemczech Zachodnich, w Bawarii. Kontynuował skrajnie prawicowe działania. W czasie jednego z procesów norymberskich zbierał materiały dla obrony sądzonych funkcjonariuszy nazistowskich, założył kilka skrajnie prawicowych organizacji (Aktion Oder-Neisse, Deutsche Burgergemeinschaft). Publikował artykuły dowodzące, że III Rzesza nie była głównym odpowiedzialnym za II wojnę światową. Rząd RFN nagrodził go za zasługi dla Niemiec w 1964 roku Orderem Zasługi Republiki Federalnej Niemiec (Krzyżem Zasługi I Klasy). Był członkiem CSU (do 1972) oraz aktywistą Ziomkostwa Śląskiego.
Jako archeolog specjalizował się w prehistorii ziem Polski, Niemiec i krajów przyległych oraz w dziejach wczesnych Słowian i Germanów w Europie. Jest znany jako główny polemista polskiego archeologa, Józefa Kostrzewskiego, z którym spierał się na temat pojawienia się Słowian w Europie Środkowej, przynależności etnicznej kultury łużyckiej oraz pomorskiej. Zajmował się także naukowo prasoznawstwem, a po 1945 r. również współczesną historią Śląska.
Nie należy mylić omawianego archeologa z jego dalekim kuzynem noszącym identyczne imię i nazwisko, Bolkiem von Richthofenem (1903–1971), najmłodszym bratem asa lotniczego Manfreda von Richthofena (Czerwonego Barona).